# Saint-Marcel (Morbihan)
Pour les articles homonymes, voir Saint-Marcel.
Saint-Marcel  [sɛ̃ maʁsɛl] est une commune française située dans le département du Morbihan, en région Bretagne.

## Géographie

### Situation
| Serent | Saint-Abraham | Caro                 |
|        | Saint-Marcel  | Missiriac Malestroit |
| Bohal  |               | Pleucadeuc           |

### Relief et hydrographie
Les altitudes au sein du finage communal sont comprises entre 110 mètres (à la limite ouest de la commune, à l'ouest de la chapelle et du hameau Sainte-Geneviève ; c'est le prolongement oriental des Landes de Pinieux) et 15 mètres dans la vallée de l'Oust qui limite au nord-est la commune) ; le bourg, en situation centrale dans la commune, est vers 58 mètres d'altitude.
Saint-Marcel est compris entre deux cours d'eau : l'Oust, affluent de rive droite de la Vilaine (aménagé en canal de Nantes à Brest) au nord-est, et la Claie à sa limite sud, affluent de rive droite de l'Oust.

### Hydrographie
Pour un article plus général, voir Réseau hydrographique du Morbihan.
La commune est située dans le bassin Loire-Bretagne. Elle est drainée par le canal de Nantes à Brest, l'Oust, la Claie, la Chatouillette et divers autres petits cours d'eau,.
Le canal de Nantes à Brest est un canal, chenal et un estuaire et un cours d'eau naturel navigable sur une grande partie de son cours, d'une longueur de 364 km, prend sa source dans la commune de Nort-sur-Erdre et se jette  dans la Loire à Nantes. 

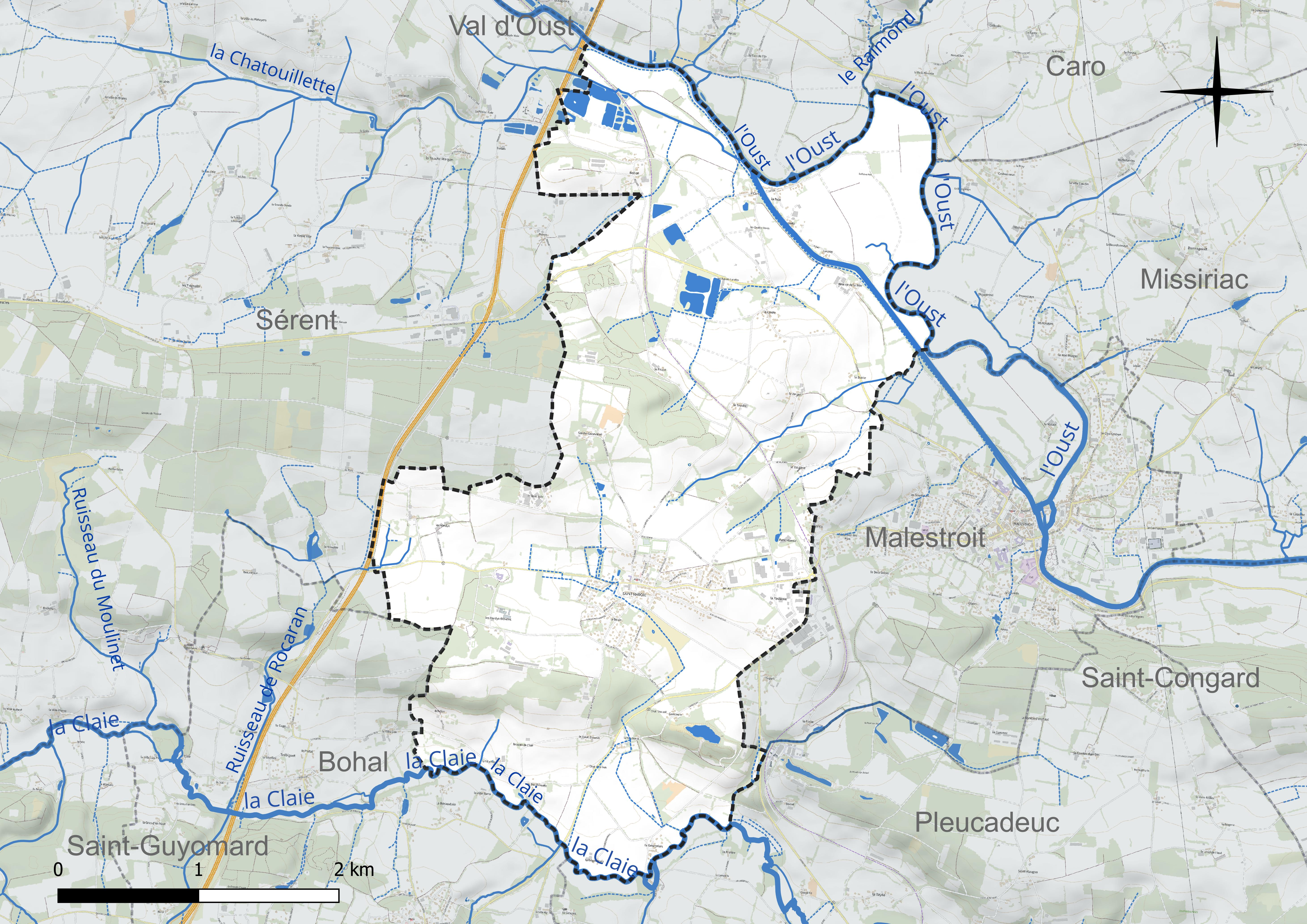
Réseau hydrographique de Saint-Marcel.

L'Oust, d'une longueur de 145 km, prend sa source dans la commune de La Harmoye et se jette  dans la Vilaine à Rieux, après avoir traversé 46 communes. 
La Claie, d'une longueur de 62 km, prend sa source dans la commune de Saint-Allouestre et se jette  dans le canal de Nantes à Brest à Saint-Congard, après avoir traversé 13 communes. 

### Climat
Pour des articles plus généraux, voir Climat de la Bretagne et Climat du Morbihan.
En 2010, le climat de la commune est de type climat océanique franc, selon une étude du CNRS s'appuyant sur une série de données couvrant la période 1971-2000. En 2020, Météo-France publie une typologie des climats de la France métropolitaine dans laquelle la commune est exposée à un climat océanique et est dans la région climatique Bretagne orientale et méridionale, Pays nantais, Vendée, caractérisée par une faible pluviométrie en été et une bonne insolation. Parallèlement l'observatoire de l'environnement en Bretagne publie en 2020 un zonage climatique de la région Bretagne, s'appuyant sur des données de Météo-France de 2009. La commune est, selon ce zonage, dans la zone « Intérieur Est », avec des hivers frais, des étés chauds et des pluies modérées.
Pour la période 1971-2000, la température annuelle moyenne est de 11,5 °C, avec une amplitude thermique annuelle de 12,5 °C. Le cumul annuel moyen de précipitations est de 839 mm, avec 13,1 jours de précipitations en janvier et 6,5 jours en juillet. Pour la période 1991-2020, la température moyenne annuelle observée sur la station météorologique la plus proche, située sur la commune de Pleucadeuc à 6 km à vol d'oiseau, est de 11,9 °C et le cumul annuel moyen de précipitations est de 907,2 mm,. Pour l'avenir, les paramètres climatiques de la commune estimés pour 2050 selon différents scénarios d'émission de gaz à effet de serre sont consultables sur un site dédié publié par Météo-France en novembre 2022.

### Transports
La commune de Saint-Marcel est longée à sa limite ouest par la voie expresse RN 166 allant de Vannes à Ploërmel et desservie par l'échangeur de Bellevue qui se trouve sur le territoire de la commune voisine de Bohal. On accède à Saint-Marcel en empruntant depuis cet échangeur la D 776 (ancienne RN 776), direction Malestroit, qui traverse la partie sud-est du territoire communal, le bourg étant accessible par le D 321.
La commune est longée par le canal de Nantes à Brest qui emprunte à cet endroit le cours de l'Oust (en recoupant toutefois l'un de ses méandres au niveau de la Née).
L'ancienne ligne ferroviaire de Questembert à Ploërmel traverse la partie orientale de la commune et a été aménagée en voie verte : c'est désormais un tronçon de la V3 allant de Saint-Malo à la Presqu'île de Rhuys. La commune est aussi traversée par le sentier de grande randonnée 347 (GR 347) allant de Redon à Josselin.

## Urbanisme

### Typologie
Au 1er janvier 2024, Saint-Marcel est catégorisée bourg rural, selon la nouvelle grille communale de densité à sept niveaux définie par l'Insee en 2022.
Elle appartient à l'unité urbaine de Malestroit, une agglomération intra-départementale regroupant trois  communes, dont elle est une commune de la banlieue,,. La commune est en outre hors attraction des villes,.

### Occupation des sols
L'occupation des sols de la commune, telle qu'elle ressort de la base de données européenne d’occupation biophysique des sols Corine Land Cover (CLC), est marquée par l'importance des territoires agricoles (78,2 % en 2018), en diminution par rapport à 1990 (79,4 %). La répartition détaillée en 2018 est la suivante :
terres arables (42 %), prairies (23,5 %), forêts (13,3 %), zones agricoles hétérogènes (12,7 %), zones urbanisées (4,5 %), zones industrielles ou commerciales et réseaux de communication (2,6 %), mines, décharges et chantiers (1,4 %). L'évolution de l’occupation des sols de la commune et de ses infrastructures peut être observée sur les différentes représentations cartographiques du territoire : la carte de Cassini (XVIIIe siècle), la carte d'état-major (1820-1866) et les cartes ou photos aériennes de l'IGN pour la période actuelle (1950 à aujourd'hui).

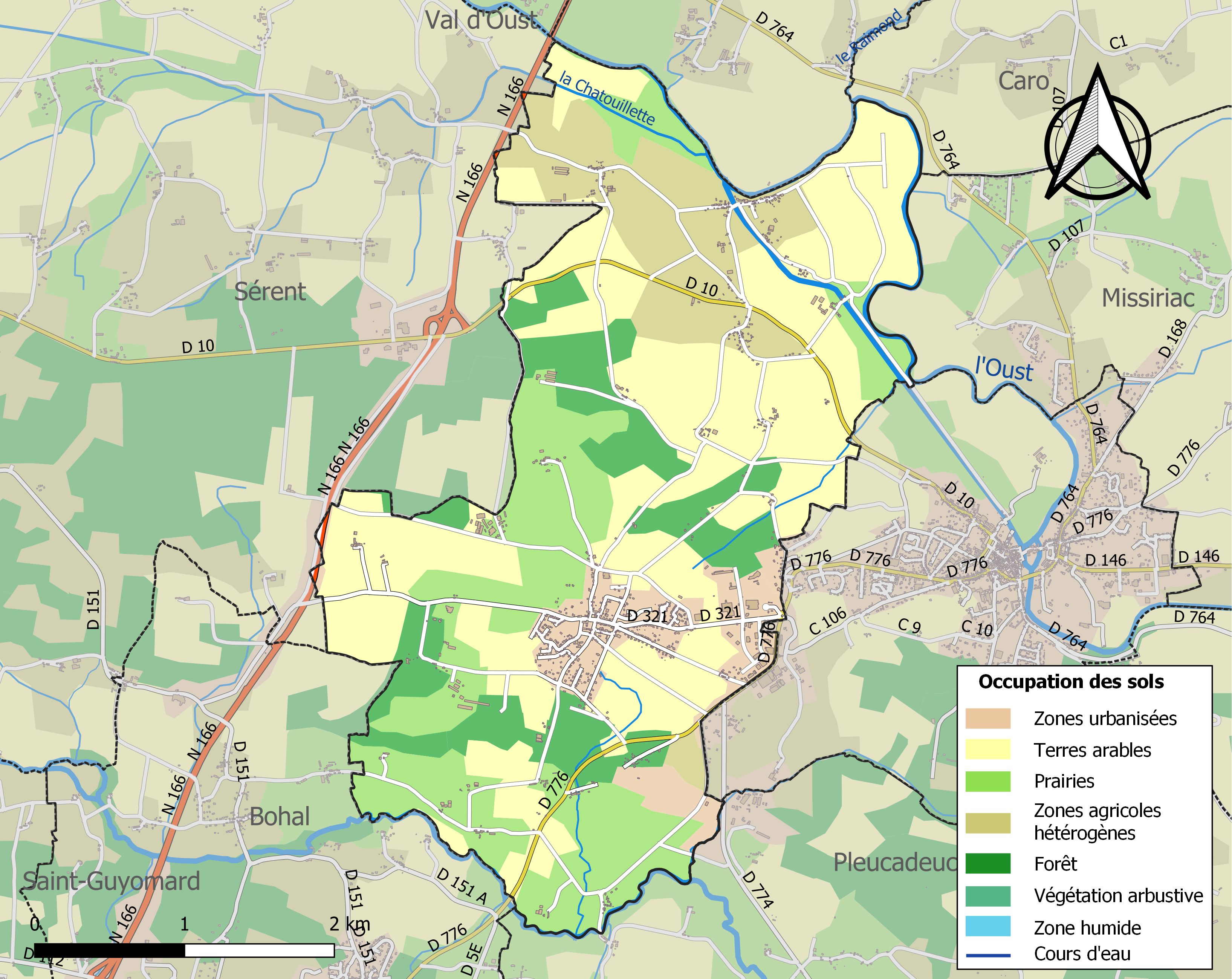
Carte des infrastructures et de l'occupation des sols de la commune en 2018 (CLC).

## Toponymie
Le nom de la localité est mentionné sous les formes Sancto Marcello en 1130, Saint Marchel en 1554, Marcel en 1793 ; Saint-Marcel en 1801.
Saint-Marcel tirerait son nom du pape martyr saint Marcel. Il est également possible que son nom vienne de « Marc'hell », nom féminin se retrouvant dans les lignées princières bretonnes.
Le nom de la localité en gallo a été retranscrite sous la forme Saint-Marcè.

## Histoire

### Préhistoire et Antiquité
La présence de plusieurs mégalithes atteste la présence humaine dans la région dès la Préhistoire.

### Temps modernes
Jean-Baptiste Ogée décrit ainsi Saint-Marcel en 1778 :

« Saint-Marcel-Bohal ; dans un fond ; à 6 lieues à l'Est-Nord-Est de Vannes, son évêché ; à 14 lieues de Rennes et à 1 lieue de Malestroit, sa subdélégation. Cette paroisse ressortit à Ploërmel et compte 600 communiants. Ce territoire, borné au Sud par la rivière de Claye, renferme, de ce côté, beaucoup de terres en labeur et des prairies de bonne qualité ; au nord sont des landes. »

### LeXIXesiècle
A. Marteville et P. Varin, continuateurs d'Ogée, décrivent ainsi Saint-Marcel en 1853 :

« Saint-Marcel ou Saint-Marcel-Bohal : commune formée de l'ancienne paroisse de ce nom, moins sa trève Bohal, aujourd'hui succursale. (...) Principaux villages : Lanée, Bennion, la Lande, le Verger, la Vaugace,le Haut et le Bas-Brouais, la Georgelais, les Grands et les Petits-Hardy. Maison notable : la Touche-Kervier. Saint-Marcel a été diminuée de Bohal devenue commune d'abord, puis succursale en 1820. Nous ignorons à quelle époque remonte l'église, mais une réparation, faite en 1608, porte le nom de « Julien Robert, trésorier ». Bohal, ou Bobel en breton, Bwyel ou Bwall en gallois, Beil ou Byl dans les dialectes germaniques, nous dit M. de Blois, signifie coignée, grande hache de bucheron (...). On traverse la Claie sur un pont à Bronais. Géologie : schiste argileux ; grès au sud-est. On parle le français. »

— 
En 1863 un décret distrait la commune de Saint-Marcel du canton de Questembert pour l'incorporer au canton de Malestroit.

### LeXXesiècle

#### La Belle Époque
En 1907 le journal L'Ouest-Éclair déplore l'arriération des pratiques agricoles dans la région : « Que de landes encore, du côté de Campénéac par exemple, et comme les paysans sont routiniers par là. À Malestroit c'est pis encore ; de Saint-Marcel au Roc-Saint-André, par Sérent, de Réminiac à Monterrein, par Caro, comptez les terrains incultes, à peine plantés de maigres sapins. (..) Pourquoi alors ces progrès si lents qui paraissent nuls ? Pourquoi le sol de Sérent ou de Ménéac ne produiraient-ils pas aussi bien que celui de Bréhan ? Ces terrains sont trop maigres, dira-t-on. (..) La faute n'est pas à la terre, elle n'est pas plus au manque de bras, elle est au manque d'initiative, au manque d'influences compétentes ».

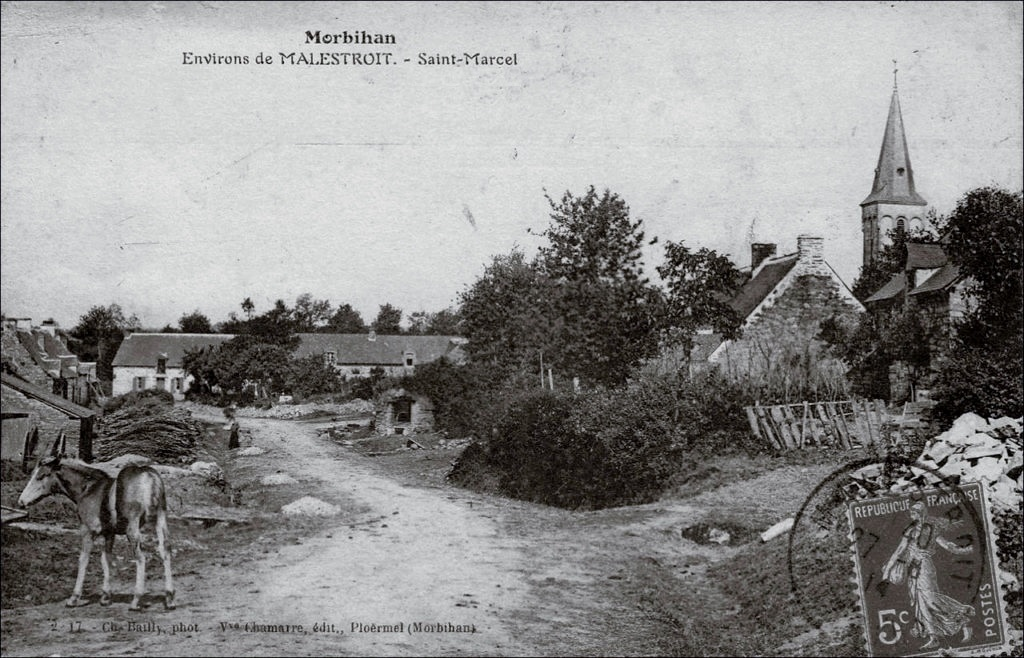
Saint-Marcel (Morbihan) : le bourg au début du XXe siècle (carte postale).

#### La Première Guerre mondiale
Le monument aux morts de Saint-Marcel porte les noms de 22 soldats morts pour la France pendant la Première Guerre mondiale ; 20 d'entre eux au moins sont morts sur le sol français (le lieu de décès des 2 autres reste inconnu) et 4 (Joseph Dubois, Joseph Le Brun, François Le Maître et Joseph Molac) ont été décorés à la fois de la Médaille militaire et de la Croix de guerre.

#### La Seconde Guerre mondiale
Le monument aux morts de Saint-Marcel porte les noms de 9 personnes originaires de la commune mortes pour la France pendant la Seconde Guerre mondiale ; parmi elles 2 sont des soldats tués le même jour (18 mai 1940) lors de la Débâcle (Félix Piquet à Leschelles (Aisne) et Firmin Rozé à Bussu (Somme) ; 6 sont tués lors des combats du maquis de Saint-Marcel entre le 18 et le 21 août 1944 dont 4 résistants (Yves Ayoul, Pierre Guil, Jean Morlas, Pierre Moussard) et deux victimes civiles (Suzanne Berthelot, laquelle gardait les vaches dans un champ, et Marie Pellerin, pourtant aveugle et grabataire) ; Émile Morel, résistant arrêté lors des combats, fut exécuté au Fort de Penthièvre le 13 juillet 1944.
Saint-Marcel a été un haut lieu de la résistance bretonne durant la Seconde Guerre mondiale.
Le soir du 5 juin 1944, deux sticks (18 Français Libres) du 4e Bataillon d’infanterie de l’Air SAS français (4e B.I.A.) sont parachutés dans le cadre de l'opération Dingson près de Plumelec. Après avoir établi une base à Saint-Marcel, et mené une campagne de guérilla assistés par les résistants de la région, ils sont rejoints par plusieurs centaines d'autres SAS, qui continuent le travail commencé. Le 18 juin 1944, le village de Saint-Marcel est entre les mains des Allemands. Le commandant Chenailler et près de 3 000 soldats (des « Bretons résolus » selon les mots du général de Gaulle), accompagné par un détachement de 200 hommes du 2e régiment de chasseurs parachutistes (SAS soldats français), commandés par le commandant Pierre Bourgoin, résistent avec courage et détermination, mais évacuent la base dans la nuit.

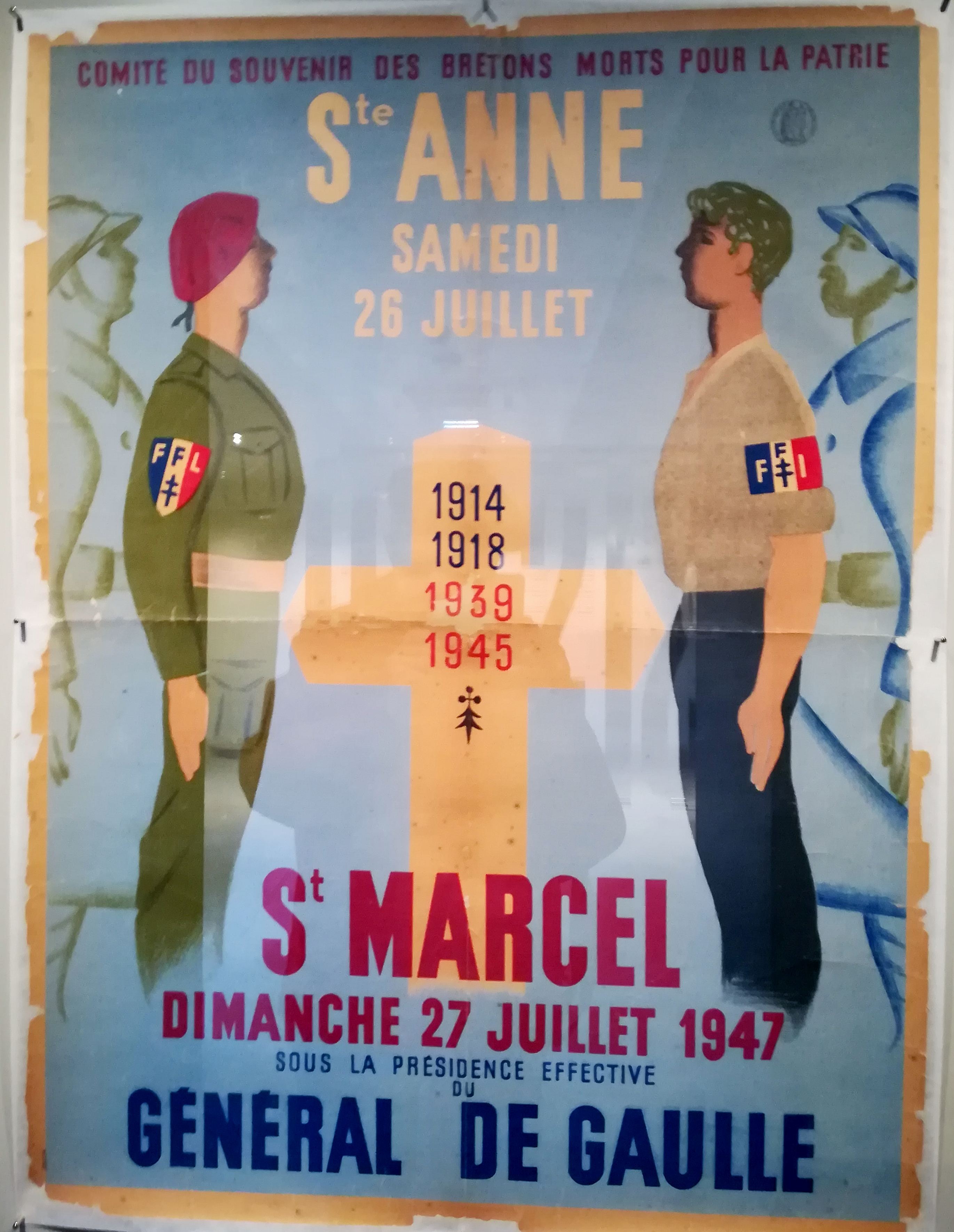
Affiche de la commémoration du maquis de Saint-Marcel le 27 juillet 1947 en présence du général De Gaulle.

Les FFI encadrés y prennent part et subissent de sérieuses pertes : 116 morts dont 30 à Saint-Marcel. Mais ces maquis retinrent huit divisions allemandes qui manquèrent à la bataille lors du débarquement allié. Une partie des résistants forma, dès 1944, le 41e RI dont le drapeau porte l’inscription : "Saint Marcel 1944".
Les représailles allemandes furent terribles. Le bourg et les fermes avoisinantes furent pillées et incendiées, quelques habitants exécutés. La commune a été décorée de la Croix de guerre avec palme.
Le 27 juillet 1947, le général de Gaulle rendit hommage aux combattants de Saint-Marcel devant le monument élevé à la mémoire des résistants et des parachutistes tombés dans le Morbihan (Charles de Gaulle, Discours et Messages, Tome II, Dans l'Attente, p. 94).

## Politique et administration
| Période                                  | Période      | Identité                     | Étiquette | Qualité |
| ---------------------------------------- | ------------ | ---------------------------- | --------- | ------- |
| mars 1977                                | mars 2001    | Gilles Possémé               |           |         |
| mars 2001                                | avril 2013   | Henri Briand                 |           |         |
| avril 2013                               | mars 2014    | Armel Rousselot              |           |         |
| mars 2014                                | janvier 2017 | Joël Leveau                  |           |         |
| janvier 2017                             | 24 mars 2017 | Didier Thébaud (par intérim) |           |         |
| 24 mars 2017                             | mai 2020     | Marie-Hervé Jeffroy          |           |         |
| mai 2020                                 | février 2022 | Armel Rousselot              |           |         |
| février 2022                             | En cours     | Armelle Robert               |           |         |
| Les données manquantes sont à compléter. |              |                              |           |         |

## Démographie
L'évolution du nombre d'habitants est connue à travers les recensements de la population effectués dans la commune depuis 1793. Pour les communes de moins de 10 000 habitants, une enquête de recensement portant sur toute la population est réalisée tous les cinq ans, les populations de référence des années intermédiaires étant quant à elles estimées par interpolation ou extrapolation. Pour la commune, le premier recensement exhaustif entrant dans le cadre du nouveau dispositif a été réalisé en 2004.

En 2022, la commune comptait 1 129 habitants, en évolution de +6,71 % par rapport à 2016 (Morbihan : +3,82 %, France hors Mayotte : +2,11 %).
| 1793 | 1800 | 1806 | 1821 | 1831 | 1836 | 1841 | 1846 | 1851 |
| ---- | ---- | ---- | ---- | ---- | ---- | ---- | ---- | ---- |
| 466  | 418  | 480  | 402  | 388  | 448  | 452  | 456  | 467  |

| 1856 | 1861 | 1866 | 1872 | 1876 | 1881 | 1886 | 1891 | 1896 |
| ---- | ---- | ---- | ---- | ---- | ---- | ---- | ---- | ---- |
| 469  | 432  | 476  | 468  | 492  | 505  | 501  | 524  | 508  |

| 1901 | 1906 | 1911 | 1921 | 1926 | 1931 | 1936 | 1946 | 1954 |
| ---- | ---- | ---- | ---- | ---- | ---- | ---- | ---- | ---- |
| 538  | 562  | 538  | 503  | 522  | 503  | 539  | 523  | 531  |

| 1962 | 1968 | 1975 | 1982 | 1990 | 1999 | 2004 | 2006 | 2009  |
| ---- | ---- | ---- | ---- | ---- | ---- | ---- | ---- | ----- |
| 581  | 558  | 560  | 732  | 845  | 854  | 951  | 951  | 1 038 |

| 2014  | 2019  | 2022  | - | - | - | - | - | - |
| ----- | ----- | ----- | - | - | - | - | - | - |
| 1 052 | 1 106 | 1 129 | - | - | - | - | - | - |

## Culture et patrimoine

### Lieux et monuments

#### Monuments historiques
La commune compte quatre monuments historiques :
- l'allée couverte de Trélan, classée par décret du 10 février 1964[38] ;
- la croix Catherine, inscrite par arrêté du 6 juin 1933[39] ;
- la croix du Champ-des-Morts, inscrite par arrêté du 6 juin 1933[40] ;
- les dolmens de Béhellec, inscrits par arrêté du 7 novembre 1966[41].

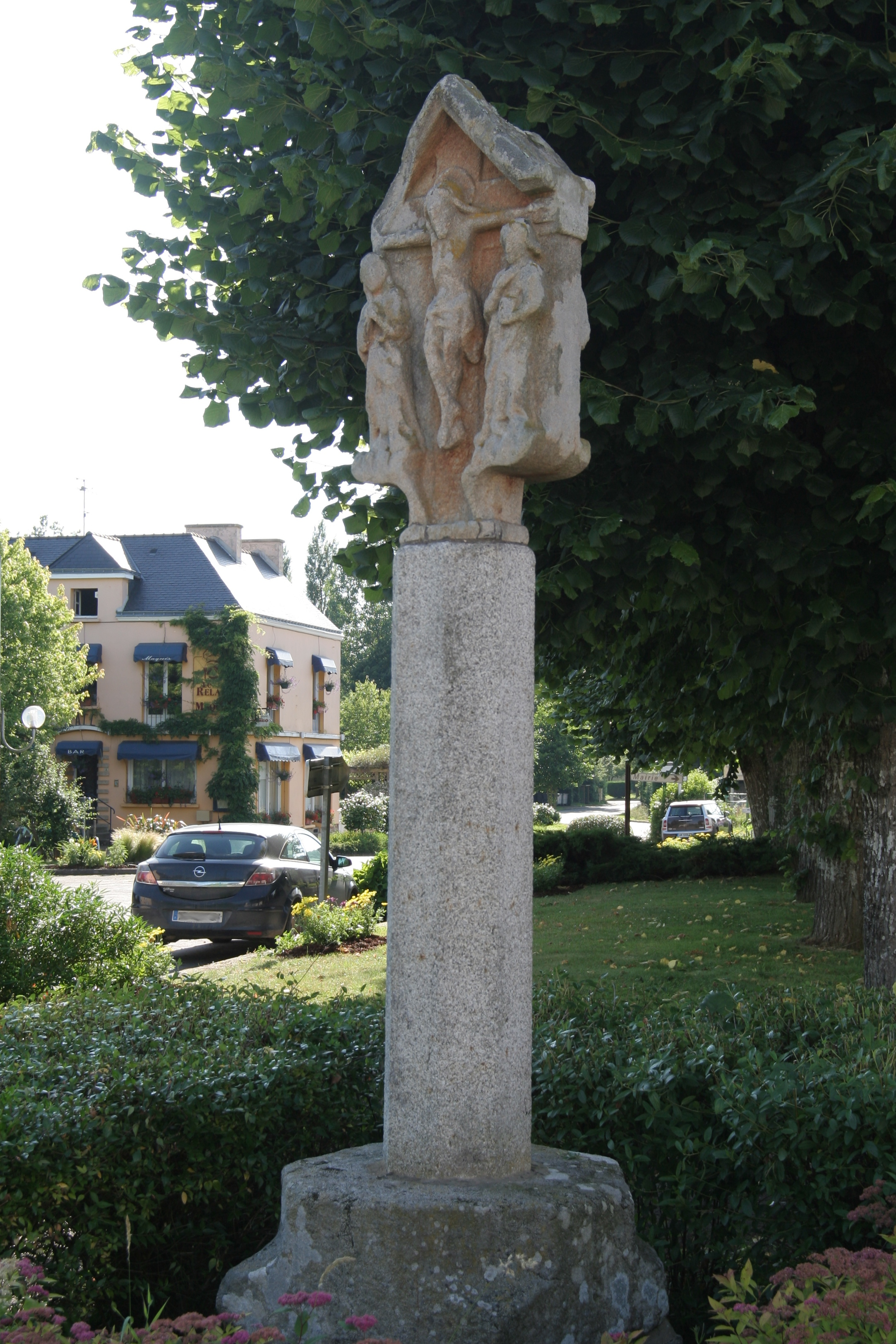
La croix Catherine.

#### Autres sites d'intérêt
- Musée de la Résistance en Bretagne : musée consacré à l'histoire du plus grand maquis breton, et plus généralement à l'histoire de la résistance en Bretagne, durant l'occupation allemande de 1940-1944[42] ;
- Église paroissiale Saint-Marcel ;
- Manoir de la Georgelais date du XVIIe siècle, il est inscrit à l'inventaire général du patrimoine culturel[43] ;
- Manoir du Vaugace date du XVe siècle, il est inscrit à l'inventaire général du patrimoine culturel[44],[45].

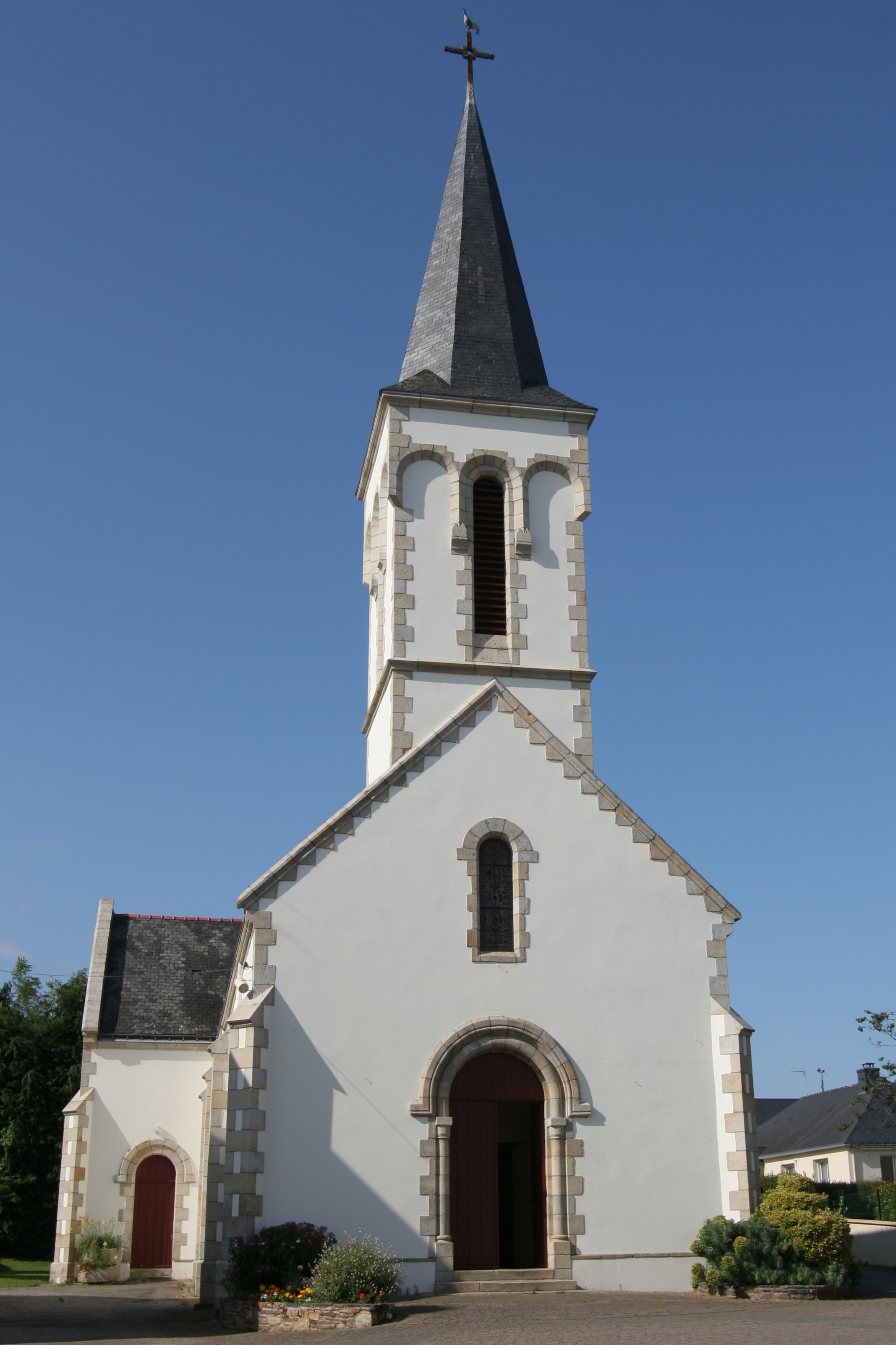
L'église Saint-Marcel.
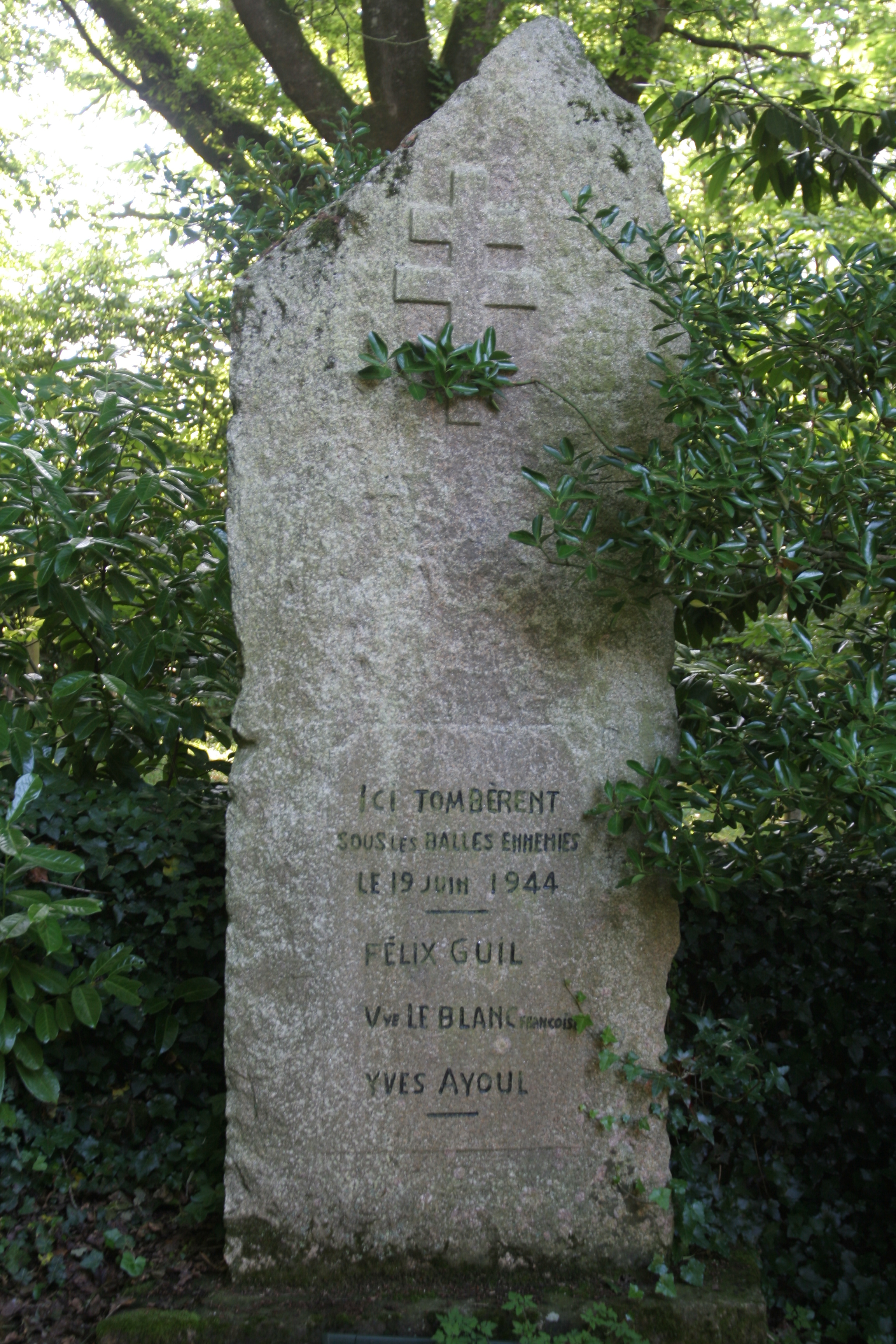
La stèle des fusillés.
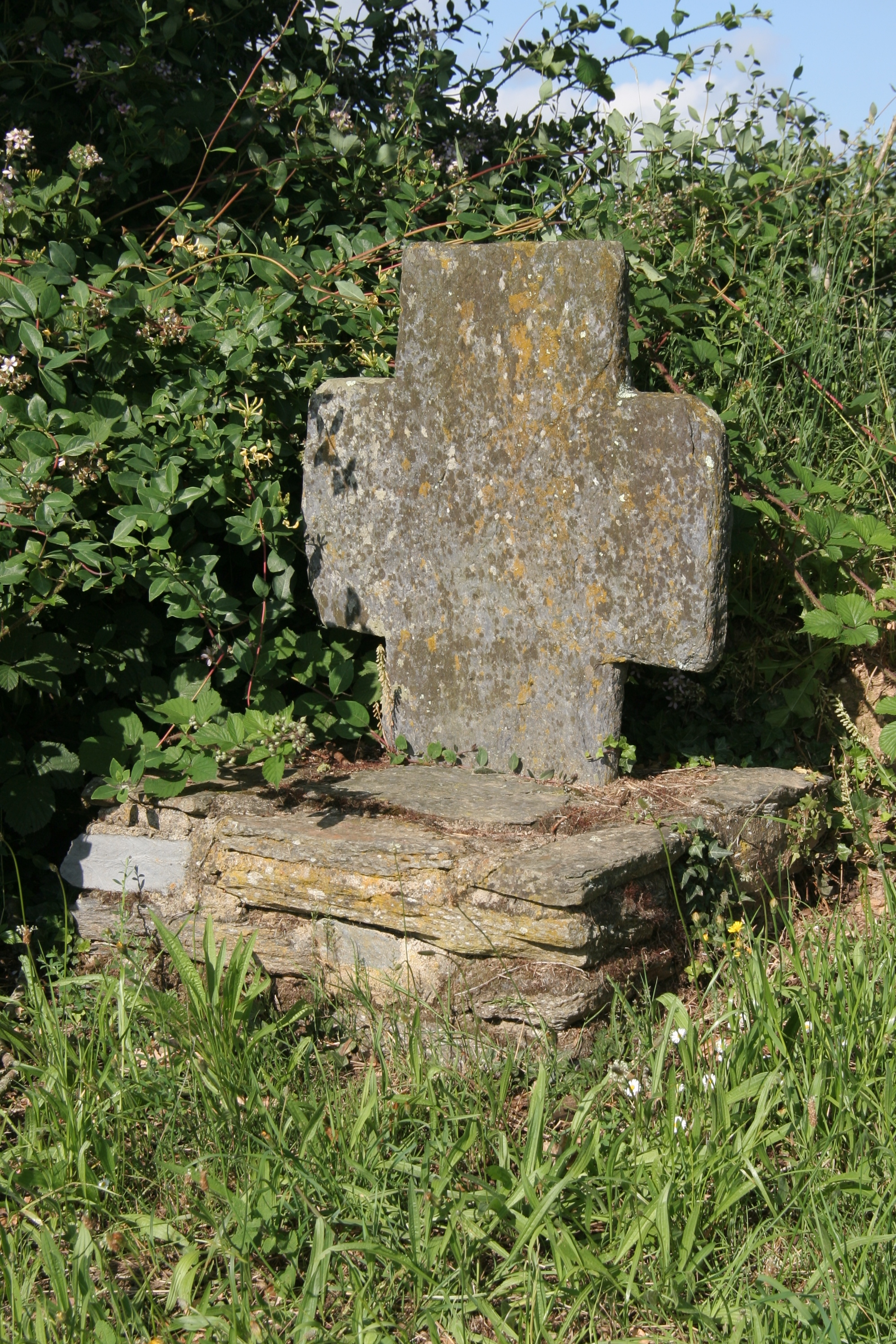
Croix de la Bouie.
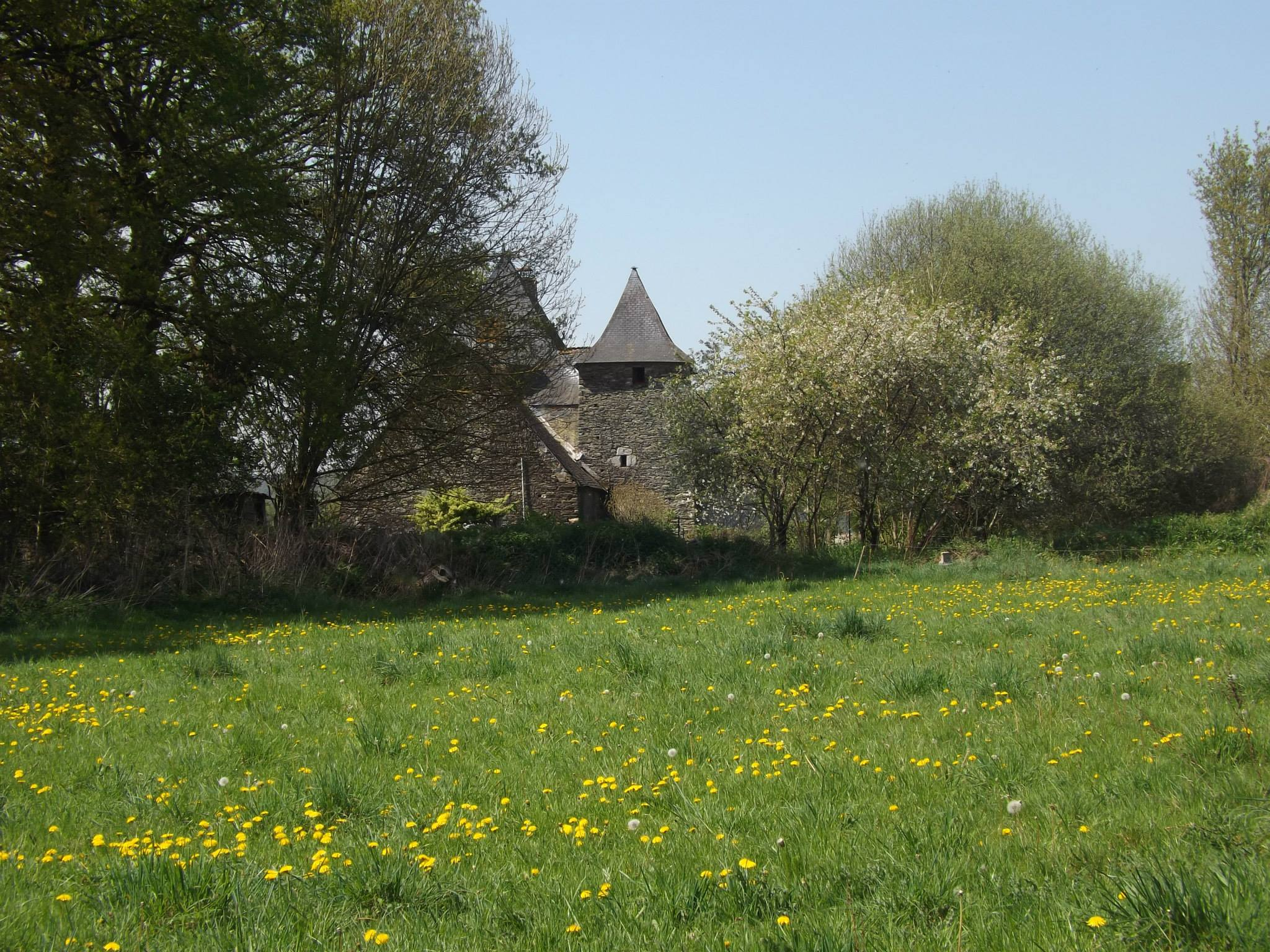
Manoir de la Georgelais en 2017.

## Personnalités liées à la commune
- Loïc Bouvard député de la 4e circonscription du Morbihan.